# Lapocka alatti izom

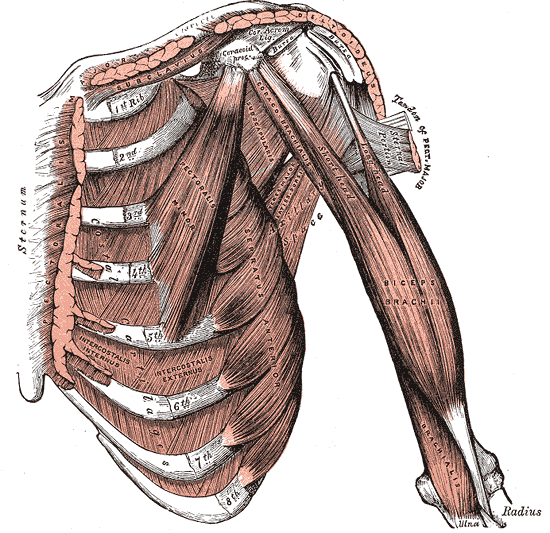
A pectoralis minor és a coracobrachialis között látható

A lapocka alatti izom (musculus subscapularis) egy izom az ember hátán, mely a felső végtaghoz tartozik.
Musculus subscapularis
A rotátor köpeny része; a felkarcsontot a vállízületi árokban tartja.

## Eredés, tapadás, elhelyezkedés
A lapocka (scapula) fossa subscapularis nevű részéről ered és a felkarcsont (humerus) tuberculum minus humeri nevű részén tapad.

## Funkció
Befelé forgatja és addukálja a felkarcsontot, stabilizálja a vállat.

## Beidegzés, vérellátás
A nervus subscapularis inferior et superior (fasciculus posterior, plexus brachialis)  idegzi be és a arteria subscapularis látja el vérrel.